# Tõnu Truusi MKK
Tõnu Truusi MKK – estoński klub szachowy z siedzibą w Tallinnie, mistrz kraju z 2014 roku.

## Historia
Klub został założony w 2000 roku. W 2011 roku zajął trzecie miejsce w mistrzostwach kraju, za Narva SK Maletäht i SK Reval-Sport. W roku 2014 zdobył mistrzostwo Estonii. W kadrze drużyny znajdowali się wówczas m.in. Ottomar Ladva, Andrei Šiškov i Sergei Zjukin. W sezonach 2018, 2020 i 2021 Tõnu Truusi MKK zdobywał mistrzostwo kraju w szachach błyskawicznych.